# شبكة العنكبوت (رواية)
شبكة العنكبوت (بالإنجليزية: Spider's Web) هي رواية مُقتبسة من مسرحية كتبتها كاتبة روايات الجرائم أجاثا كريستي.

## نبذة عن الرواية
كلاريسا زوجة لأحد الدبلوماسيين في وزارة الخارجية غارقة في أحلام اليقظة ودائما ما تقول: بفرض أنني وجدت ذات صباح جثة في المكتبة ماذا يجب أن أفعل؟ وحظيت بالفرصة لتعرف ماذا ستفعل عندما وجدت جثة في مرسمها ونظرا للحاجة الماسة إلى التخلص من الجثة أقنعت ضيوفها بمساعدتها وكانت طوال ذلك الوقت تعلم أن أحد هؤلاء الضيوف هو القاتل بلاشك. والآن ماذا لو وصل مفتش الشرطة.

## الترجمة العربية
- شبكة العنكبوت - مكتبة جرير.[3]
- العنكبوت - دار ميوزيك للطبع والنشر، وتحمل الرواية الرقم (65) ضمن السلسلة.[4]
- الجريمة المعقدة - المكتبة الثقافية لبنان-بيروت.
- نسيج العنكبوت - مكتبة النافذة.[5]